# Prosperdorp
Prosperdorp is een buurtschap in de Nederlandse gemeente Hulst in de provincie Zeeland. Het ligt op de kruising van de Langestraat met de Petrusstraat in de Prosperpolder, tegen de grens met België.
Prosperdorp is de Nederlandse zusterplaats van het Belgische Prosper, meteen gelegen aan de andere kant van de grens. De grens tussen Nederland en België is tevens de grens tussen Prosperdorp en Prosper. De grens loopt dwars door huizen heen. De Langestraat verandert aan de Belgische kant van de grens in de Hertog Prosperstraat. De Nederlandse buurtschap bestaat uit enkele tientallen panden en is duidelijk kleiner dan de Belgische variant.
Prosperdorp is vernoemd naar hertog Prosper Lodewijk van Arenberg, in wiens naam de polder in de 19e eeuw is ingedijkt. De postcode van Prosperdorp is 4568, dezelfde postcode als die van Nieuw-Namen.
Stad: Hulst

Dorpen: Clinge · Graauw · Heikant · Hengstdijk · Kapellebrug · Kloosterzande · Kuitaart · Lamswaarde · Nieuw-Namen · Ossenisse · Sint Jansteen · Terhole · Vogelwaarde · Walsoorden

Buurtschappen: Absdale · Baalhoek · Boschkapelle · Catalijnenweg · Delft · Drie Hoefijzers · Duivenhoek · De Eek · Emmadorp · Fluitershoek · Groenendijk · Halfeind · Hoefkesdijk · Hoek en Bosch · 't Hoekje · 't Jagertje · Kalverdijk · Kampen · Kamperhoek · Keizerrijk · De Knapaf/Droogedijk · Knuitershoek · Koelewei · Koningsdijk · De Kraai · Krabbenhoek · Kreverhille · Kruisdorp · Kruispolderhaven · Kruisweg · Het Lammetje · Luntershoek · Margret · Margretschedijk · Molenhoek · Molenhoek · Muggenhoek (deels) · Noordstraat · Het Oliekot · Oostdijk · Ossenhoek · Oude Kaai · Oudemolen · Oude Stoof · Paal · Patrijzendijk · Patrijzenhoek · Pauluspolder · Perkpolder · Prosperdorp · De Rape · Roskam · Roverberg · Ruischendegat · Rustwat · Saswijk · Schapershoek · Scheldevaartshoek · Schuddebeurs · Sluis/Drie Gezusters · Statenboom · Stoppeldijk (Rapenburg) · Stoppeldijkveer (deels) · Strooienstad · Tasdijk · Tivoli · Tragel · Verkorting · Vijfhoek · Vogelfort · Walenhoek · Zandberg · Zeedorp · Zeegat

Historische plaatsen: Boerenmagazijn · Eekenissepolder · Klein Kuitaart · Vitshoek

Zeeland: Steden en dorpen in Zeeland      Nederland: Provincies · Gemeenten